# Blé (plante)
Pour les articles homonymes, voir Blé (homonymie).
Taxons concernés
On appelle « blé » diverses espèces de plantes herbacées appartenant principalement aux genres Triticum (famille des Poaceae, ou graminées), mais également à d'autres genres par assimilation. On trouve en particulier dans le liste des plantes appelées « blé » dans le langage populaire deux espèces de « pseudo-céréales » : le « blé noir » (ou sarrazin), espèce de la famille des Polygonaceae, et le « blé rouge » (ou amarante réfléchie), famille des Amaranthaceae. « Triticum » est le nom latin du froment ou blé tendre.

## Liste des plantes appelées «blé»
Source : base de données globale de l'OEPP
- blé à deux  grains, Triticum dicoccon (Poaceae)
- blé amidonnier, Triticum  dicoccon (Poaceae)
- blé à un grain, Triticum  monococcum (Poaceae)
- blé barbu, Triticum  turgidum (Poaceae)
- blé compact, Triticum  compactum (Poaceae)
- blé de Dekkan, Echinochloa  colona (Poaceae)
- Blé de Guinée (sorgho),  Sorghum bicolor (Poaceae)[3]
- blé de Khorasan, Triticum  turanicum (Poaceae)
- blé de Pologne, Triticum  polonicum (Poaceae)
- blé d'Espagne, Zea mays  (Poaceae)[3]
- blé d'été, Triticum  aestivum (Poaceae)
- blé d'Inde, Zea mays  (Poaceae)[3]
- blé de Turquie, Zea mays  (Poaceae)
- blé de vache, Melampyrum  arvense (Orobanchaceae)
- blé des Canaries (alpiste), Phalaris canariensis (Poaceae)[3]
- blé dur, Triticum durum  (Poaceae)
- blé épeautre, Triticum  spelta (Poaceae)
- blé géant, Lolium giganteum  (Poaceae)
- blé indien, Zea mays  (Poaceae)[3]
- blé noir, Fagopyrum  esculentum (Polygonaceae)
- blé ordinaire, Triticum  aestivum (Poaceae)
- blé poulard, Triticum  turgidum (Poaceae)
- blé rampant, Elymus repens  (Poaceae)
- blé renflard, Triticum  turgidum (Poaceae)
- blé renflé, Triticum  turgidum (Poaceae)
- blé riz, Triticum  monococcum (Poaceae)
- blé rouge, Amaranthus  retroflexus (Amaranthaceae)
- blé tendre, Triticum  aestivum (Poaceae)
- blé velu, Dasypyrum  villosum (Poaceae)
- blé vivace, Elymus repens  (Poaceae)
- gros blé, Triticum turgidum  (Poaceae)